# Pedagogika wstydu
Pedagogika wstydu – stosowane w publicystyce metaforyczne określenie opisujące sposób mówienia o historii Polski. Osoby stosujące „pedagogikę wstydu” mają wyolbrzymiać negatywne polskie cechy narodowe, ukazywać Polaków jako zbrodniarzy, uwypuklać ciemne plamy polskiej historii.
Zdaniem Michała Bilewicza pojawienie się w debacie pojęcia „pedagogiki wstydu” było reakcją korygującą emocję wstydu (w modelu emocjonalnej regulacji Jamesa Grossa). Zdaniem Eugeniusza Ponczka stosowanie pojęcia „pedagogiki wstydu” służy dla uzasadnienia negowania części wiedzy historycznej uznanej za dysfunkcjonalną dla danej orientacji ideologiczno-politycznej. Jacek Lindner odmawia określeniu „pedagogika wstydu” znaczenia, ironicznie definiując je jako każda wersja historii, która nie pasuje do wersji oceniającego.
Związek Nauczycielstwa Polskiego zaapelował o zaprzestanie używania określenia „pedagogika wstydu”. Według ZNP „teoria pedagogiczna nie zna takiego terminu. Jest to pojęcie o charakterze propagandowym, które służy usprawiedliwianiu negowania części wiedzy historycznej”.
Przeciwieństwem dla „pedagogiki wstydu” ma być „pedagogika dumy”, objawiająca się aprobatą tożsamości kulturowej, religijnej i cywilizacyjnej, a także afirmacją patriotyzmu.